# Walter Charles Langer
Walter Charles Langer (* 5. Februar 1899 in Boston; † 4. Juli 1981 in Sarasota, Florida) war ein amerikanischer Psychoanalytiker in Cambridge, Massachusetts. Seine Bekanntheit verdankt Langer vor allem seiner Mitarbeit an einer psychologischen Studie über Adolf Hitler, die der Nachrichtendienst des US-Kriegsministeriums, das Office of Strategic Services, 1943 in Auftrag gab.

## Leben
Langers Eltern waren die deutschen Einwanderer Charles Rudolph und Johanna Rockenbach Langer. Langer hatte zwei ältere Brüder: den Mathematiker Rudolph Ernest Langer (University of Wisconsin) und den Historiker William L. Langer (Harvard University).
Im Ersten Weltkrieg war Langer als Soldat der United States Army in Frankreich eingesetzt. Anschließend studierte er in Harvard, wo er 1923 seinen Abschluss erlangte. In den 1930er Jahren studierte er in Wien mit Anna Freud, die ihn auch analysierte. Langer hatte häufig Kontakt zu ihrem Vater Sigmund Freud und begleitete ihn auch auf seiner Reise ins Exil (1938). Seit den späten 1930er Jahren bis etwa 1960 arbeitete Langer als niedergelassener Psychoanalytiker.
Im Auftrag von General William J. Donovan, dem Chef des OSS, erstellte Langer 1943 eine psychologische Studie über Adolf Hitler. Ausgangspunkt dieser Arbeit waren Interviews mit zahlreichen Personen, die den amerikanischen Geheimdiensten zur Verfügung standen und die Hitler persönlich kennengelernt hatten. Langer prognostizierte in der Studie unter anderem, dass Hitler Suizid begehen werde. Unter dem Titel The Mind of Adolf Hitler wurde die Studie 1972 als Buch veröffentlicht.

## Wissenschaftliche Arbeiten
- A Psychological Profile of Adolph Hitler. His Life and Legend. Die Originalfassung ist online hier über das Nizkor Project verfügbar.
- The Mind of Adolf Hitler. The Secret Wartime Report, Basis Books, 1972, ISBN 0465046207; deutsche Ausgabe: Das Adolf-Hitler-Psychogramm : eine Analyse seiner Person und seines Verhaltens, verfasst 1943 für die psychologische Kriegsführung der USA.  Molden, München, 1982, ISBN 3-217-00530-9.